# آلبانی (نیوهمپشایر)
البانی، نیوهمپشایر (به انگلیسی: Albany, New Hampshire) یک شهرک در ایالات متحده آمریکا است که در شهرستان کرول، نیوهمپشایر واقع شده‌است..

## خصوصیات
البانی ۱۹۴٫۷ کیلومترمربع مساحت و ۷۳۵ نفر جمعیت دارد و ۲۰۷ متر بالاتر از سطح دریا واقع شده‌است.